# Michiki Ken
Ken Michiki (sinh ngày 16 tháng 10 năm 1972) là một cầu thủ bóng đá người Nhật Bản.

## Sự nghiệp câu lạc bộ
Ken Michiki đã từng chơi cho Sanfrecce Hiroshima và Kyoto Purple Sanga.